# Las calles de San Francisco (serie de tv)
The Streets of San Francisco (Las calles de San Francisco en español) es una serie de televisión, de Estados Unidos emitida entre el 16 de septiembre de 1972 y el 23 de junio de 1977. 
Como pequeña referencia a esta serie, en 1976 el grupo de rock progresivo Genesis, introdujo en la canción Blood On The Rooftops del álbum Wind & Wuthering una mención dentro de ella debido a la temática de la melodía. 

## Argumento

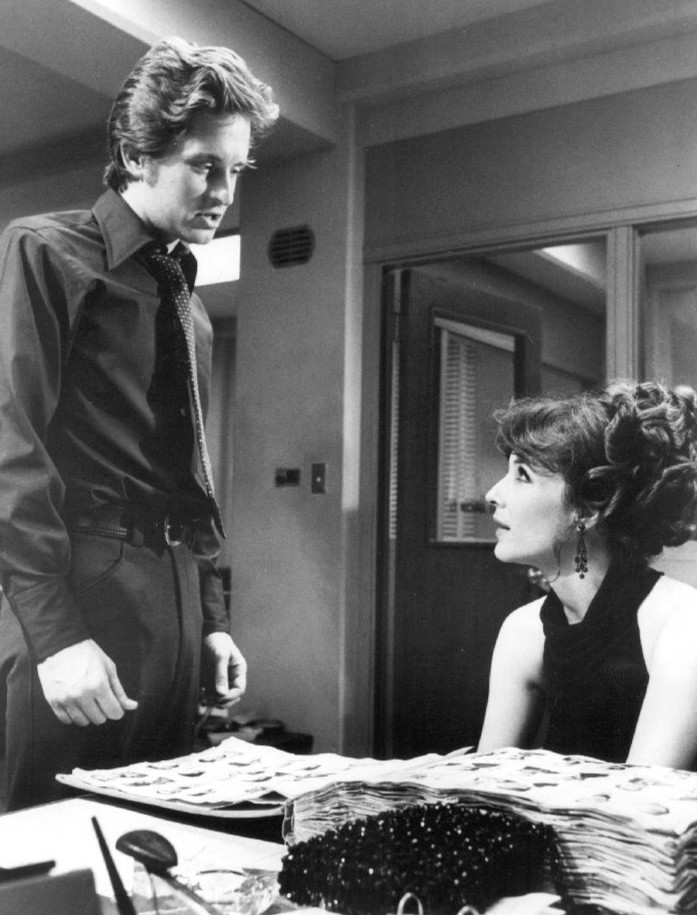
Michael Douglas en una escena de la serie

La serie narra las aventuras de dos oficiales de policía destinados a resolver casos de homicidio recorriendo las calles de la ciudad californiana de San Francisco: El veterano y viudo Teniente Mike Stone (Karl Malden), con más de 20 años de servicio y el joven Steve Keller (Michael Douglas), de 28 años, graduado universitario pero sin experiencia profesional. Stone terminaría convirtiéndose en un segundo padre para Steve, mientras le enseñaba los gajes del oficio hasta que finalmente el aprendiz fue ascendido a inspector.
Tras el segundo episodio de la quinta y última temporada, Michael Douglas intentó renegociar su contrato, pero la producción de la serie se negó  a pagarle lo que el actor pedía por renovación y terminó por abandonar la serie, tras haber producido la película de gran éxito One Flew Over the Cuckoo's Nest, misma que le sirvió de detonante para iniciar su carrera en la gran pantalla. La ausencia del personaje se explicó por una estancia para impartir clases en una universidad local, mientras que se encontró otro personaje para reemplazarle, el del inspector Dan Robbins (Richard Hatch). El cambio no fue del agrado de los espectadores y la serie finalizó en 1977.

## Reparto
| Actor           | Personaje                                             |
| --------------- | ----------------------------------------------------- |
| Karl Malden     | Ten. Mike Stone                                       |
| Michael Douglas | Inspector Steve Keller (Temporadas 1 -4)              |
| Richard Hatch   | Inspector Dan Robbins (Temporada 5)                   |
| Darleen Carr    | Jeannie Stone                                         |
| Fred Sadoff     | Dr. Lenny Murchison                                   |
| Lee Harris      | Inspector Lee Lessing (Temporada 1)                   |
| Vic Tayback     | Inspector Norm Haseejian (Temporada 1)                |
| Norman Alden    | Inspector Dan Healy (Temporada 1)                     |
| Ray K. Goman    | Oficial Vic Briles (Temporada 1)                      |
| Tim O'Connor    | Ten. / Capt. Roy Devitt (Temporadas 1-3)              |
| Robert F. Simon | Capt. Rudy Olson (Temporadas 1-4)                     |
| Hari Rhodes     | Técnico de laboratorio Floyd Marsden (Temporadas 1-4) |
| Reuben Collins  | Inspector Bill Tanner (Temporadas 2-5)                |
| John Kerr       | D.A. Gerald O’Brien (Temporadas 2-5)                  |
| Art Passarella  | Sgt. Art Sekulovich (Temporadas 3-5)                  |
| Ward Costello   | Capt. Roy Devitt (Temporada 5)                        |